# Актубек (Нуринский район)
Актубек (каз. Ақтүбек) — село в Нуринском районе Карагандинской области Казахстана. Входит в состав Куланутпесского сельского округа. Код КАТО — 355263200.

## Население
В 1999 году население села составляло 350 человек (189 мужчин и 161 женщина). По данным переписи 2009 года, в селе проживало 110 человек (53 мужчины и 57 женщин).